# Congregación de las Hermanas Guadalupanas de La Salle (Colombia)
La Congregación de las Hermanas Guadalupanas de La Salle es una congregación religiosa de carácter católica dirigida por las Hermanas de La Salle, quienes tienen la labor de instruir y educar alrededor del mundo bajo el modelo lasallista planteado por San Juan Bautista De La Salle, al igual que los Hermanos de La Salle.
El fin de este Instituto es procurar educación humana y cristiana a niños, niñas y jóvenes especialmente a los más pobres (R. 13). Las Hermanas colaboran "Juntas y por Asociación", trabajan en esta obra salvadora entregadas a un empleo en el que "los pobres son evangelizados" y en el que los jóvenes crecen como personas humanas".